# Nodaria parallela
Nodaria parallela là một loài bướm đêm trong họ Noctuidae.